# Đế quốc Pala
Đế chế Pala là một đế quốc mạnh trong giai đoạn cuối cổ đại ở tiểu lục địa Ấn Độ, bắt nguồn từ vùng Bengal. Nó được đặt tên theo triều đại cầm quyền, có các vị vua mang tên có hậu tố là Pala, có nghĩa là "người bảo vệ" trong ngôn ngữ cổ Prakrit. Họ là tín đồ của các tông phái Đại Thừa và Tantras của Phật giáo. Đế chế này được thành lập với cuộc bầu cử của Gopala là hoàng đế của Gauda trong năm 750. Kinh đô của Pala đóng ở ở Bengal và Bihar, bao gồm các thành phố chính Vikrampura, Pataliputra, Gauda, Monghyr, Somapura, Ramvati (Varendra), Tamralipta và Jaggadala.
Các vị vua Pala là những nhà ngoại giao sắc sảo và những người chinh phục quân sự. Quân đội của họ nổi bật với các kị binh cưỡi voi chiến đông đảo. Hải quân của họ đã thực hiện cả vai trò thương mại và phòng thủ tại vịnh Bengal. Các vị vua Pala là những người quảng bá quan trọng triết học, văn học, hội họa và điêu khắc Ấn Độ cổ đại. Họ đã xây dựng các đền thờ lớn và các tu viện, bao gồm Somapura Mahavihara, và bảo trợ các trường đại học lớn của Nalanda và Vikramashila. Ngôn ngữ Proto-Bengal được phát triển dưới sự cai trị của Pala. Đế chế này có quan hệ với Đế chế Srivijaya, Đế chế Tây Tạng và Vị Caliphat Ả Rập Abbasid. Hồi giáo lần đầu tiên xuất hiện ở Bengal trong thời kỳ Pala, do sự gia tăng thương mại giữa Bengal và Trung Đông. Tiền đồn Abbasid được tìm thấy ở các địa điểm khảo cổ học của Pala, cũng như các ghi chép về các sử gia Ả Rập, chỉ ra những mối liên hệ thương mại và buôn bán sôi động. Ngôi nhà của sự khôn ngoan ở Baghdad đã thu hút được những thành tựu toán học và thiên văn của nền văn minh Ấn Độ trong thời kỳ này.
Vào đầu thế kỷ 9, Đế chế Pala là quyền lực chiếm ưu thế ở tiểu lục địa phía Bắc, với lãnh thổ trải dài qua các vùng phía Đông Pakistan ngày nay, phía bắc và đông bắc Ấn Độ, Nepal và Bangladesh. Đế chế này đạt đến đỉnh cao dưới thời hoàng đế Dharmapala và Devapala. Palas cũng có ảnh hưởng văn hóa mạnh mẽ dưới thời Atisa ở Tây Tạng, cũng như ở Đông Nam Á. Sự kiểm soát của Pala ở miền Bắc Ấn Độ cuối cùng cũng không còn, vì họ phải giao tranh với Gurjara-Pratiharas và Rashtrakutas để kiểm soát Kannauj và đã bị đánh bại. Sau một thời kỳ suy sụp ngắn ngủi, Hoàng đế Mahipala I đã bảo vệ các pháo đài của đế quốc ở Bengal và Bihar chống lại sự xâm lăng của Chola ở Nam Ấn. Hoàng đế Ramapala là người cai trị Pala cuối cùng, người đã giành quyền kiểm soát Kamarupa và Kalinga. Đế chế bị suy yếu đáng kể vào thế kỷ 11, với nhiều khu vực chìm trong các cuộc bạo loạn.
Triều đại Hindu Sena hồi phục đã phá vỡ Đế chế Pala vào thế kỷ 12, chấm dứt triều đại của quyền lực đế quốc lớn cuối cùng ở tiểu lục địa. Thời kỳ Pala được coi là một trong những thời kỳ vàng của lịch sử Bengal. Những vua Pala mang lại sự ổn định và thịnh vượng cho Bengal sau nhiều thế kỷ của cuộc nội chiến giữa các sư đoàn chiến đấu. Họ nâng cao những thành tựu của nền văn minh Bengali trước đây và tạo ra các tác phẩm nghệ thuật và kiến trúc xuất sắc. Họ đã đặt nền móng cho ngôn ngữ Bengal, bao gồm tác phẩm văn học đầu tiên, Charyapada. Di sản Pala vẫn còn được phản ánh trong Phật giáo Tây Tạng.